# Delo
Delo (russisk: Дело) er en russisk spillefilm fra 2021 af Aleksej Aleksejevitj German.

## Medvirkende
- Merab Ninidze
- Svetlana Khodtjenkova
- Aleksandra Bortitj
- Aleksandr Pal
- Anna Mikhalkova